# 晶粒边界
晶粒边界（英語：grain boundary），简称晶界，指多晶材料中晶粒之间的接合区域。在结晶学中晶粒边界是一种二维的晶体缺陷。晶粒边界出现在结构相同方向不同的微晶区域里，通过化学腐蚀可以使之在晶体表面显现。晶粒边界有小角度晶界和大角度晶界之分。当两个微晶区域之间的角度差值大于15度时，我们称之为大角度晶界。大角度晶界阻碍了位错的形成，从而影响了相邻晶粒。因此大角度晶界对金属材料的机械特性影响显著。在大多数情况下，晶粒边界会导致强度的提高，也就是说细粒度晶体更加坚固，但是析出物（特别是在容易在晶粒边界聚集的氧化物）同时也会削弱晶体强度。